# Coupe de France de rugby à XIII 2022-2023
Vous lisez un « bon article » labellisé en 2025.
Navigation
Édition précédente Édition suivante
La Coupe de France de rugby à XIII 2022-2023, appelée Coupe de France Lord Derby, est la quatre-vingt-troisième édition de la Coupe de France de rugby à XIII, compétition à élimination directe. Organisée par la Fédération française de rugby à XIII, elle met aux prises trente clubs français et voit la victoire de l'A.S. Carcassonne au stade Gilbert-Brutus à Perpignan, qui bat Albi R.L. 38 à 12. Il s'agit du seizième titre du club carcassonnais dans cette compétition, la deuxième d'affilée après l'édition 2019. Il s'agit de la première édition post-Covid-19 après trois annulations de l'épreuve entre 2020 et 2022.
L'édition 2023 met aux prises les dix clubs du Championnat de France de première division (« Élite 1 »), les neuf clubs du seconde division (« Élite 2 »), sept clubs de troisième division (« Nationale ») et quatre clubs de quatrième division (« Fédérale »). Tout d'abord, les clubs de Fédérale de 4e division s'affrontent au premier tour, rejoints par quatre clubs de Nationale au 2e tour puis trois autres clubs de Nationale au 3e tour. En seizième de finale, les neuf clubs d'Élite 2 intègrent la compétition puis les dix clubs d'Élite 1 font leur apparition en huitièmes de finales, puis se déroulent les quarts de finale, les demi finales et la finale.

## Liste des équipes en compétition
Lors de l'édition de cette Coupe de France, les clubs participants sont présents dans la première ou seconde division, nommés respectivement Élite 1 et Élite 2, ainsi que sept clubs de troisième division dite « Nationale » et quatre clubs de quatrième division dite « Fédérale ».
| Clubs d'Élite 1 (10)      | Clubs d'Élite 2 (9)       | Clubs de Nationale (7)            | Clubs de Fédérale (4) |
| ------------------------- | ------------------------- | --------------------------------- | --------------------- |
| Albi RL                   | R.C. Baho                 | Barcarès XIII Laurentin Baroudeur | A.S. Clairac XIII     |
| SO Avignon                | RC Carpentras             | U.S. Ferrals                      | Entente VAL XIII      |
| AS Carcassonne            | U.S. Entraigues           | Palau Broncos XIII                | U.S. Trentels XIII    |
| FC Lézignan               | Ille XIII                 | Pamiers-Vernajoul XIII            | Toulouges XIII        |
| XIII limouxin             | RC Lescure-Arthes         | Saint-Martin XIII                 |                       |
| XIII Baroudeur de Pia     | R.C. Salon                | Salses XIII                       |                       |
| Saint-Estève XIII catalan | Tonneins XIII             | Villefranche d'Albi XIII          |                       |
| RC Saint-Gaudens          | Villefranche XIII Aveyron |                                   |                       |
| Toulouse olympique élite  | Villegailhenc Aragon XIII |                                   |                       |
| Villeneuve RL             |                           |                                   |                       |

| \| Albi RL SO Avignon AS Carcassonne FC Lézignan XIII limouxin XIII Baroudeur de Pia Saint-Estève XIII catalan RC Saint-Gaudens Toulouse olympique élite Villeneuve RL RC Baho RC Carpentras US Entraigues Ille XIII RC Lescure-Arthès RC Salon Tonneins XIII Villefranche XIII Villegailhenc Aragon US Ferrals Palau XIII \| Clubs prenant part à la Coupe de France de rugby à XIII 2022-2023 à partir des seizièmes de finale. |
| Albi RL SO Avignon AS Carcassonne FC Lézignan XIII limouxin XIII Baroudeur de Pia Saint-Estève XIII catalan RC Saint-Gaudens Toulouse olympique élite Villeneuve RL RC Baho RC Carpentras US Entraigues Ille XIII RC Lescure-Arthès RC Salon Tonneins XIII Villefranche XIII Villegailhenc Aragon US Ferrals Palau XIII |

## Déroulement de la compétition

### 1ertour
Les rencontres de ce premier tour de la Coupe de France intègrent quatre clubs de Fédérale, soit la 4e division. Ces deux rencontres se déroulent le 6 novembre 2022. La première rencontre débouche sur une victoire du club audois l'Entente VAL XIII, fusion des clubs de Val-de-Dagne et du Val d'Orbieu, 31 à 28 contre Toulouges XIII des Pyrénées-Orientales. La deuxième rencontre, à laquelle prennent part deux clubs du Lot-et-Garonne, tient place au stade Lustrac à Trentels avec la victoire du club locale de l'U.S. Trentels XIII face à l'A.S. Clairac XIII 37 à 22.
| 6 novembre 2022 15 h | Toulouges XIII (4) | 28 - 31 (10 - 18) | (4) Entente VAL XIII | Toulouges |
| 6 novembre 2022 15 h |                    |                   |                      | Toulouges |
| 6 novembre 2022 15 h |                    |                   |                      | Toulouges |

| 6 novembre 2022 15 h | U.S. Trentels XIII (4) | 37 - 22 | (4) A.S. Clairac XIII | Stade Lustrac, Trentels |
| 6 novembre 2022 15 h |                        |         |                       | Stade Lustrac, Trentels |
| 6 novembre 2022 15 h |                        |         |                       | Stade Lustrac, Trentels |

### 2etour
Les trois rencontres de ce deuxième tour de la Coupe de France intègrent quatre clubs de Division Nationale, soit la 3e division, et les deux clubs de Fédérale issus du 1er tour dont le tirage au sort a décidé de les opposer.
Dans la première rencontre, l'U.S. Ferrals s'impose 22 à 14 en partie à cause de l'indiscipline et de la précipitation des locaux de Salses XIII en seconde période, coupables de nombreuses fautes de main. Les « Loups » ariégeois de Pamiers-Vernajoul XIII s'imposent nettement face aux Tarnais de Villefranche d'Albi XIII 48 à 0 avec neuf essais inscrits. Enfin, dans l'unique rencontre opposant deux clubs de Fédérale, l'Entente VAL XIII s'impose 38 à 6 face à l'U.S. Trentels XIII disputée sous la pluie.
| 20 novembre 2022 15 h | Salses XIII (3) | 14 - 22 (14 - 16) | (3) U.S. Ferrals | Salses-le-Château Arbitre : M. Salim Sabri |
| 20 novembre 2022 15 h |                 |                   |                  | Salses-le-Château Arbitre : M. Salim Sabri |
| 20 novembre 2022 15 h |                 |                   |                  | Salses-le-Château Arbitre : M. Salim Sabri |

| 20 novembre 2022 15 h | Pamiers-Vernajoul XIII (3) | 48 - 0 (28 - 0) | (3) Villefranche d'Albi XIII | Stade Magnagounet, Pamiers |
| 20 novembre 2022 15 h |                            |                 |                              | Stade Magnagounet, Pamiers |
| 20 novembre 2022 15 h |                            |                 |                              | Stade Magnagounet, Pamiers |

| 20 novembre 2022 15 h | Entente VAL XIII (4) | 38 - 6 (16 - 0) | (4) U.S. Trentels XIII | Stade municipal, Serviès-en-Val Arbitre : M. Christophe Grandjean |
| 20 novembre 2022 15 h |                      |                 |                        | Stade municipal, Serviès-en-Val Arbitre : M. Christophe Grandjean |
| 20 novembre 2022 15 h |                      |                 |                        | Stade municipal, Serviès-en-Val Arbitre : M. Christophe Grandjean |

### 3etour
Les trois rencontres de ce troisième tour de la Coupe de France intègrent trois clubs restants de Nationale, soit la 3e division.
Dans la première rencontre, l'U.S. Ferrals présente une équipe décimée par les blessures et des maladies, et affronte Saint-Martin XIII qui est venu la battre à domicile en ouverture du Championnat. Cela donne lieu à une rencontre équilibrée où chaque équipe prend le score à son avantage alternativement. La première mi-temps permet aux visiteurs de mener 22 à 14, mais l'U.S. Ferrals refait son retard en seconde période et finit par s'imposer 38 à 30. La seconde opposition est tout aussi serrée entre Pamiers-Vernajoul XIII qui accueille Palau Broncos XIII, pensionnaire il y a deux saisons de l'Élite 1. Les locaux mènent 10 à 4 à la mi-temps, mais voient le club de Palau revenir à leur hauteur et s'imposer 18 à 16. Enfin, dans l'ultime rencontre, le club de 4e division l'Entente VAL XIII a donné du fil à retordre au Barcarès XIII Laurentin Baroudeur (3e division) avec un scénario à fort suspense. Menant à la pause 24 à 16, les locaux subissent un sursaut d'orgueil des visiteurs catalans qui s'imposent d'un point seulement 32 à 31.
| 18 décembre 2022 15 h | U.S. Ferrals (3) | 38 - 30 (14 - 22) | (3) Saint-Martin XIII | Stade de la Fontaine, Ferrals-les-Corbières Arbitre : M. Alain Bru |
| 18 décembre 2022 15 h |                  |                   |                       | Stade de la Fontaine, Ferrals-les-Corbières Arbitre : M. Alain Bru |
| 18 décembre 2022 15 h |                  |                   |                       | Stade de la Fontaine, Ferrals-les-Corbières Arbitre : M. Alain Bru |

| 18 décembre 2022 15 h | Pamiers-Vernajoul XIII (3) | 16 - 18 (10 - 4) | (3) Palau Broncos XIII | Stade Magnagounet, Pamiers |
| 18 décembre 2022 15 h |                            |                  |                        | Stade Magnagounet, Pamiers |
| 18 décembre 2022 15 h |                            |                  |                        | Stade Magnagounet, Pamiers |

| 18 décembre 2022 15 h | Entente VAL XIII (4) | 31 - 32 (24 - 16) | (3) Barcarès XIII Laurentin Baroudeur | Stade municipal, Serviès-en-Val Arbitre : M. Nasser Terki |
| 18 décembre 2022 15 h |                      |                   |                                       | Stade municipal, Serviès-en-Val Arbitre : M. Nasser Terki |
| 18 décembre 2022 15 h |                      |                   |                                       | Stade municipal, Serviès-en-Val Arbitre : M. Nasser Terki |

### Seizièmes de finale
Ce tour nommé « seizièmes de finale » constitue le 4e tour de cette édition de Coupe de France. Quatre rencontres se déroulent le 22 janvier 2023 et une le 4 février 2023. Enfin, l'opposition entre Barcarès XIII Laurentin Baroudeur et Villefranche XIII Aveyron est annulée en raison du forfait du premier à cause de nombreuses blessures. Ce tour voit l'entrée en lice des neuf clubs de deuxième division nommée « Élite 2 » et comprend trois clubs de Nationale.
L'exploit de ce tour est au crédit de l'U.S. Ferrals qui s'impose 26 à 14 contre le R.C. Salon, qui pourtant évolue dans une division supérieure, et est l'unique représentant de cette division au tour suivant. Dans l'autre rencontre opposant un club de Fédérale face à un club d'Élite 2, la victoire de Villegailhenc Aragon XIII respecte la logique face au Palau Broncos XIII 16 à 11 malgré une grosse frayeur après avoir été mené 11-0 à la mi-temps. Dans les oppositions entre clubs d'Élite 2, le R.C. Carpentras, défensivement bien organisé, est allé s'imposer sur le terrain du R.C. Baho. Quant à l'U.S. Entraigues et le R.C. Lescure-Arthès, le premier s'est défait facilement 44 à 22 d'Ille XIII en raison d'une mainmise sur le ballon en seconde période, et le second, dans une rencontre disputée le 5 février 2023 en raison du mauvais temps, a remporté 34 à 22 avec difficulté sa rencontre à domicile face au Tonneins Lot et Garonne XIII.
| 22 janvier 2023 15 h | R.C. Baho (2) | 18 - 26 (8 - 16) | (2) R.C. Carpentras | Stade Michel-Bardes, Baho 200 spectateurs Arbitre : M. Frédéric Caffin |
| 22 janvier 2023 15 h |               |                  |                     | Stade Michel-Bardes, Baho 200 spectateurs Arbitre : M. Frédéric Caffin |
| 22 janvier 2023 15 h |               |                  |                     | Stade Michel-Bardes, Baho 200 spectateurs Arbitre : M. Frédéric Caffin |

| 22 janvier 2023 15 h | U.S. Ferrals (3) | 26 - 14 (14 - 4) | (2) R.C. Salon | Stade de la Fontaine, Ferrals-les-Corbières Arbitre : M. Kevin de la Rose |
| 22 janvier 2023 15 h |                  |                  |                | Stade de la Fontaine, Ferrals-les-Corbières Arbitre : M. Kevin de la Rose |
| 22 janvier 2023 15 h |                  |                  |                | Stade de la Fontaine, Ferrals-les-Corbières Arbitre : M. Kevin de la Rose |

| 22 janvier 2023 15 h | Palau Broncos XIII (3) | 11 - 16 (11 - 0) | (2) Villegailhenc Aragon XIII | Stade Georges-Vaills, Palau-del-Vidre Arbitre : M. Salim Sabri |
| 22 janvier 2023 15 h |                        |                  |                               | Stade Georges-Vaills, Palau-del-Vidre Arbitre : M. Salim Sabri |
| 22 janvier 2023 15 h |                        |                  |                               | Stade Georges-Vaills, Palau-del-Vidre Arbitre : M. Salim Sabri |

| 22 janvier 2023 | U.S. Entraigues (2) | 44 - 22 (12 - 12) | (2) Ille XIII | Stade Georges-Mauro, Entraigues-sur-la-Sorgue Arbitre : M. Alain Bru |
| 22 janvier 2023 |                     |                   |               | Stade Georges-Mauro, Entraigues-sur-la-Sorgue Arbitre : M. Alain Bru |
| 22 janvier 2023 |                     |                   |               | Stade Georges-Mauro, Entraigues-sur-la-Sorgue Arbitre : M. Alain Bru |

| 5 février 2023 | R.C. Lescure-Arthès (2) | 34 - 22 (16 - 6) | (2) Tonneins Lot et Garonne XIII | Stade Jean-Vidal, Lescure-d'Albigeois |
| 5 février 2023 |                         |                  |                                  | Stade Jean-Vidal, Lescure-d'Albigeois |
| 5 février 2023 |                         |                  |                                  | Stade Jean-Vidal, Lescure-d'Albigeois |

|  | Barcarès XIII Laurentin Baroudeur (3) | Forfait de Barcarès XIII Laurentin Baroudeur | (2) Villefranche XIII Aveyron |  |
|  |                                       |                                              |                               |  |
|  |                                       |                                              |                               |  |

### Tableau final
|  | Huitièmes de finale 18-19 février 2023 | Huitièmes de finale 18-19 février 2023 |                           |    | Quarts de finale 4-5 mars 2023 | Quarts de finale 4-5 mars 2023 |  |  | Demi-finales 9 avril 2023 | Demi-finales 9 avril 2023 |  |  | Finale 22 avril 2023 | Finale 22 avril 2023 |
|  | Huitièmes de finale 18-19 février 2023 | Huitièmes de finale 18-19 février 2023 |                           |    | Quarts de finale 4-5 mars 2023 | Quarts de finale 4-5 mars 2023 |  |  | Demi-finales 9 avril 2023 | Demi-finales 9 avril 2023 |  |  | Finale 22 avril 2023 | Finale 22 avril 2023 |
|  |                                        |                                        |                           |    |                                |                                |  |  |                           |                           |  |  |                      |                      |
|  | à Carpentras                           | à Carpentras                           |                           |    | à Carcassonne                  | à Carcassonne                  |  |  | à Albi                    | à Albi                    |  |  | à Perpignan          | à Perpignan          |
|  | à Carpentras                           | à Carpentras                           |                           |    | à Carcassonne                  | à Carcassonne                  |  |  | à Albi                    | à Albi                    |  |  | à Perpignan          | à Perpignan          |
|  | R.C. Carpentras                        | 6                                      |                           |    | à Carcassonne                  | à Carcassonne                  |  |  | à Albi                    | à Albi                    |  |  | à Perpignan          | à Perpignan          |
|  | R.C. Carpentras                        | 6                                      |                           |    | à Carcassonne                  | à Carcassonne                  |  |  | à Albi                    | à Albi                    |  |  | à Perpignan          | à Perpignan          |
|  | A.S. Carcassonne                       | 88                                     |                           |    | à Carcassonne                  | à Carcassonne                  |  |  | à Albi                    | à Albi                    |  |  | à Perpignan          | à Perpignan          |
|  | A.S. Carcassonne                       | 88                                     | A.S. Carcassonne          | 28 |                                |                                |  |  | à Albi                    | à Albi                    |  |  | à Perpignan          | à Perpignan          |
|  | à Entraigues-sur-la-Sorgue             |                                        | A.S. Carcassonne          | 28 |                                |                                |  |  | à Albi                    | à Albi                    |  |  | à Perpignan          | à Perpignan          |
|  |                                        | F.C. Lézignan                          | 14                        |    |                                |                                |  |  | à Albi                    | à Albi                    |  |  | à Perpignan          | à Perpignan          |
|  | U.S. Entraigues                        | F.C. Lézignan                          | 14                        | 12 |                                |                                |  |  | à Albi                    | à Albi                    |  |  | à Perpignan          | à Perpignan          |
|  | U.S. Entraigues                        | à Avignon                              |                           | 12 |                                |                                |  |  | à Albi                    | à Albi                    |  |  | à Perpignan          | à Perpignan          |
|  | F.C. Lézignan                          | 68                                     |                           |    |                                |                                |  |  | à Albi                    | à Albi                    |  |  | à Perpignan          | à Perpignan          |
|  | F.C. Lézignan                          | 68                                     | A.S. Carcassonne          | 46 |                                |                                |  |  |                           |                           |  |  | à Perpignan          | à Perpignan          |
|  | à Saint-Estève                         |                                        | A.S. Carcassonne          | 46 |                                |                                |  |  |                           |                           |  |  | à Perpignan          | à Perpignan          |
|  |                                        | S.O. Avignon                           | 14                        |    |                                |                                |  |  |                           |                           |  |  | à Perpignan          | à Perpignan          |
|  | Saint-Estève XIII catalan              | S.O. Avignon                           | 14                        | 16 |                                |                                |  |  |                           |                           |  |  | à Perpignan          | à Perpignan          |
|  | Saint-Estève XIII catalan              | à Albi                                 |                           | 16 |                                |                                |  |  |                           |                           |  |  | à Perpignan          | à Perpignan          |
|  | S.O. Avignon                           | 29                                     |                           |    |                                |                                |  |  |                           |                           |  |  | à Perpignan          | à Perpignan          |
|  | S.O. Avignon                           | 29                                     | S.O. Avignon              | 18 |                                |                                |  |  |                           |                           |  |  | à Perpignan          | à Perpignan          |
|  | à Ferrals-les-Corbières                |                                        | S.O. Avignon              | 18 |                                |                                |  |  |                           |                           |  |  | à Perpignan          | à Perpignan          |
|  |                                        | XIII Baroudeur de Pia                  | 8                         |    |                                |                                |  |  |                           |                           |  |  | à Perpignan          | à Perpignan          |
|  | U.S. Ferrals                           | XIII Baroudeur de Pia                  | 8                         | 22 |                                |                                |  |  |                           |                           |  |  | à Perpignan          | à Perpignan          |
|  | U.S. Ferrals                           | à Villegailhenc                        |                           | 22 |                                |                                |  |  |                           |                           |  |  | à Perpignan          | à Perpignan          |
|  | XIII Baroudeur de Pia                  | 78                                     |                           |    |                                |                                |  |  |                           |                           |  |  | à Perpignan          | à Perpignan          |
|  | XIII Baroudeur de Pia                  | 78                                     | A.S. Carcassonne          | 38 |                                |                                |  |  |                           |                           |  |  |                      |                      |
|  | à Villegailhenc                        |                                        | A.S. Carcassonne          | 38 |                                |                                |  |  |                           |                           |  |  |                      |                      |
|  |                                        | Albi R.L.                              | 12                        |    |                                |                                |  |  |                           |                           |  |  |                      |                      |
|  | Villegailhenc Aragon XIII              | Albi R.L.                              | 12                        | 52 |                                |                                |  |  |                           |                           |  |  |                      |                      |
|  | Villegailhenc Aragon XIII              |                                        |                           | 52 |                                |                                |  |  |                           |                           |  |  |                      |                      |
|  | Toulouse olympique élite               | 18                                     |                           |    |                                |                                |  |  |                           |                           |  |  |                      |                      |
|  | Toulouse olympique élite               | 18                                     | Villegailhenc Aragon XIII | 20 |                                |                                |  |  |                           |                           |  |  |                      |                      |
|  | à Albi                                 |                                        | Villegailhenc Aragon XIII | 20 |                                |                                |  |  |                           |                           |  |  |                      |                      |
|  |                                        | Albi R.L.                              | 42                        |    |                                |                                |  |  |                           |                           |  |  |                      |                      |
|  | Albi R.L.                              | Albi R.L.                              | 42                        | 52 |                                |                                |  |  |                           |                           |  |  |                      |                      |
|  | Albi R.L.                              | à Limoux                               |                           | 52 |                                |                                |  |  |                           |                           |  |  |                      |                      |
|  | Villeneuve R.L.                        | 18                                     |                           |    |                                |                                |  |  |                           |                           |  |  |                      |                      |
|  | Villeneuve R.L.                        | 18                                     | Albi R.L.                 | 34 |                                |                                |  |  |                           |                           |  |  |                      |                      |
|  | à Lescure-d'Albigeois                  |                                        | Albi R.L.                 | 34 |                                |                                |  |  |                           |                           |  |  |                      |                      |
|  |                                        | XIII limouxin                          | 28                        |    |                                |                                |  |  |                           |                           |  |  |                      |                      |
|  | R.C. Lescure-Arthès                    | XIII limouxin                          | 28                        | 0  |                                |                                |  |  |                           |                           |  |  |                      |                      |
|  | R.C. Lescure-Arthès                    |                                        |                           | 0  |                                |                                |  |  |                           |                           |  |  |                      |                      |
|  | XIII limouxin                          | 88                                     |                           |    |                                |                                |  |  |                           |                           |  |  |                      |                      |
|  | XIII limouxin                          | 88                                     | XIII limouxin             | 42 |                                |                                |  |  |                           |                           |  |  |                      |                      |
|  | à Villefranche-de-Rouergue             |                                        | XIII limouxin             | 42 |                                |                                |  |  |                           |                           |  |  |                      |                      |
|  |                                        | R.C. Saint-Gaudens                     | 6                         |    |                                |                                |  |  |                           |                           |  |  |                      |                      |
|  | Villefranche XIII Aveyron              | R.C. Saint-Gaudens                     | 6                         | 20 |                                |                                |  |  |                           |                           |  |  |                      |                      |
|  | Villefranche XIII Aveyron              |                                        |                           | 20 |                                |                                |  |  |                           |                           |  |  |                      |                      |
|  | R.C. Saint-Gaudens                     | 30                                     |                           |    |                                |                                |  |  |                           |                           |  |  |                      |                      |
|  | R.C. Saint-Gaudens                     | 30                                     |                           |    |                                |                                |  |  |                           |                           |  |  |                      |                      |

### Huitièmes de finale
Les huitièmes de finale se déroulent les samedi 18 et dimanche 19 février 2023. Deux rencontres sont des oppositions entre clubs d'Élite 1 avec les affiches Saint-Estève XIII catalan-S.O. Avignon, et Albi R.L.-Villeneuve R.L.. Le « Petit Poucet », l'U.S. Ferrals, affronte le XIII Baroudeur de Pia.
Dans l'affiche de ces huitièmes de finale, le S.O. Avignon surprend Saint-Estève XIII catalan à Saint-Estève en s'imposant 29 à 16 après une première mi-temps à sens unique (22 à 4). Dans l'autre confrontation entre clubs d'Élite 1, moins de suspense tant la supériorité d'Albi R.L. est flagrante face au Villeneuve R.L. avec une victoire 52 à 18 et neuf essais marqués.
Dans les autres confrontations, les quatre clubs d'Élite 1 ont nettement dominé leurs adversaires de division inférieure, avec les victoires de l'A.S. Carcassonne facile vainqueur 88 à 6 face au R.C. Carpentras, du F.C. Lézignan 68 à 12 face à l'U.S. Entraigues, du XIII Baroudeur de Pia 78 à 22 face à l'U.S. Ferrals et enfin du XIII limouxin 88 à 0 face au R.C. Lescure-Arthès,.
Enfin, dans deux rencontres, le suspense fut de mise entre clubs de l'Élite 1 et ceux d'Élite2. Tout d'abord, le R.C. Saint-Gaudens, entraîné par Cyril Moliner, se fait peur et a une rencontre difficile jouée à Villefranche-de-Rouergue contre le Villefranche XIII Aveyron de David Collado qu'il remporte par 30 à 20 après avoir été mené 14 à 0. Enfin, la grosse surprise de ce tour vient de Villegailhenc Aragon XIII qui reçoit le Toulouse olympique élite et le bat 44 à 28, devenant l'unique club de division inférieure qualifié pour les quarts de finale.
| 18 février 2023 16 h | R.C. Carpentras (2)                                           | 6 - 88 (0 - 36) | (1) A.S. Carcassonne | Stade de la Roseraie, Carpentras Arbitre : Jordi Crespo |
| 18 février 2023 16 h | Essai(s) : 1 Emblard Transformation(s) : 1 Tho. Jourdan (74e) |                 | Essai(s) : 16 Mulhall (3e et 45e), Blasi (7e), Gambaro (12e, 61e et 80e), Soubeyras (15e, 63e et 68e), Boyer (24e et 33e), Serevelu (39e), Herrero (48e), Escaré (53e, 66e et 72e) Transformation(s) : 12 Herrero (12) | Stade de la Roseraie, Carpentras Arbitre : Jordi Crespo |
| 18 février 2023 16 h |                                                               |                 | | Stade de la Roseraie, Carpentras Arbitre : Jordi Crespo |

| 18 février 2023 16 h 15 | Saint-Estève XIII catalan (1)                                                          | 16 - 29 (4 - 22) | (1) S.O. Avignon | Stade municipal, Saint-Estève Arbitre : Kevin de la Rose |
| 18 février 2023 16 h 15 | Essai(s) : 3 Llong (5e), Scimone (56e) et Chachoua (66e) Transformation(s) : 2 Rey (2) |                  | Essai(s) : 5 Demonte (5e), Carre (19e), Pourret (29e), Bida (38e) et Ghanem (52e) Transformation(s) : 4 Arnaud (4) Drop(s) : 1 Arnaud (68e) | Stade municipal, Saint-Estève Arbitre : Kevin de la Rose |
| 18 février 2023 16 h 15 |                                                                                        |                  | | Stade municipal, Saint-Estève Arbitre : Kevin de la Rose |

| 18 février 2023 18 h | Albi R.L. (1) | 52 - 18 (30 - 12) | (1) Villeneuve R.L.                                                                                               | Stade Mazicou, Albi Arbitre : Stéphane Vincent |
| 18 février 2023 18 h | Essai(s) : 9 Cook (8e), Bernard (11e et 17e), Carivenc (32e et 59e), Gigot (36e), Tailhades (42e), Miloudi (51e) et Hellec (69e) Transformation(s) : 8 Hellec (8) |                   | Essai(s) : 3 Bachoukh (2e, Bounab-Lamiral (26e) et Lasvènes (63e) Transformation(s) : 3 Lasvènes (2e, 26e et 63e) | Stade Mazicou, Albi Arbitre : Stéphane Vincent |
| 18 février 2023 18 h | |                   | | Stade Mazicou, Albi Arbitre : Stéphane Vincent |

| 19 février 2023 15 h | Villefranche XIII Aveyron (2)                                                                                             | 20 - 30 (14 - 20) | (1) R.C. Saint-Gaudens | Stade Henri-Lagarde, Villefranche-de-Rouergue Arbitre : Fabien Nicaud |
| 19 février 2023 15 h | Essai(s) : 3 Brugel (4e) et Willis (12e et 37e) Transformation(s) : 3 WIllis (4e, 12e et 37e) Pénalité(s) : 1 Willis (8e) |                   | Essai(s) : 5 Delage (22e), Dumas (38e), Wyld (43e), Multignier (49e) et Vizcay (65e) Transformation(s) : 4 Lucas (22e, 38e, 43e et 65e). Pénalité(s) : 1 Lucas (72e). | Stade Henri-Lagarde, Villefranche-de-Rouergue Arbitre : Fabien Nicaud |
| 19 février 2023 15 h | |                   | | Stade Henri-Lagarde, Villefranche-de-Rouergue Arbitre : Fabien Nicaud |

| 19 février 2023 15 h | U.S. Entraigues (2) | 12 - 68 (6 - 22) | (1) F.C. Lézignan | Stade Georges-Mauro, Entraigues-sur-la-Sorgue Arbitre : Mickaël Lannes |
| 19 février 2023 15 h | Essai(s) : 2 Titeux (37e) et Sebea (44e) Transformation(s) : 2 Titeux (37e et 44e) Carton(s) jaune(s) : 1 Hamada (31e) |                  | Essai(s) : 12 Tribillac (9e et 55e), Maloney (18e), Baitieri (23e), Perramond (31e), Monteil (48e), Monclus (51e), Malfaz (57e, 65e et 73e), Cuellar (59e) et Ors (77e) Transformation(s) : 10 Maloney (18e, 23e et 31e) et Monclus (51e, 55e, 57e, 59e, 65e, 73e et 77e) | Stade Georges-Mauro, Entraigues-sur-la-Sorgue Arbitre : Mickaël Lannes |
| 19 février 2023 15 h | |                  | | Stade Georges-Mauro, Entraigues-sur-la-Sorgue Arbitre : Mickaël Lannes |

| 19 février 2023 15 h 30 | Villegailhenc Aragon XIII (2) | 44 - 28 (22 - 0) | (1) Toulouse olympique élite                                                                                                   | Stade Jérome-Rieu, Villegailhenc Arbitre : Christophe Grandjean |
| 19 février 2023 15 h 30 | Essai(s) : 8 Nicol (1re), Guiraud (16e), Sio (27e), Doosey (38e), Renu (42e, 55e et 77e) et Ahcini (63e) Transformation(s) : 6 Marot (1re, 16e, 38e, 42e, 63e et 77e) |                  | Essai(s) : 5 Granulos (47e, 52e et 75e), Brochon (71e) et Biscarro (79e) Transformation(s) : 4 Brochon (47e, 71e, 75e et 79e). | Stade Jérome-Rieu, Villegailhenc Arbitre : Christophe Grandjean |
| 19 février 2023 15 h 30 | |                  | | Stade Jérome-Rieu, Villegailhenc Arbitre : Christophe Grandjean |

| 19 février 2023 15 h 30 | US Ferrals (3)                                                                                                   | 22 - 78 (4 - 58) | (1) XIII Baroudeur de Pia | Stade La Fontaine, Ferrals-les-Corbières Arbitre : Salim Sabri |
| 19 février 2023 15 h 30 | Essai(s) : 3 Casty (24e) et Verdale (64e et 76e) Transformation(s) : 2 Bourrel (2) Pénalité(s) : 1 Bourrel (79e) |                  | Essai(s) : 13 Baby (2e, 4e et 36e), Guasch (6e), Thérésin (9e, 33e et 71e), Whare (19e), Buche (22e, 61e et 67e), Ambert (28e), Zafra (31e) et Huescar (77e) Transformation(s) : 11 Baby (11) | Stade La Fontaine, Ferrals-les-Corbières Arbitre : Salim Sabri |
| 19 février 2023 15 h 30 | |                  | | Stade La Fontaine, Ferrals-les-Corbières Arbitre : Salim Sabri |

| 19 février 2023 15 h 30 | R.C. Lescure-Arthès (2) | 0 - 88 (0 - 52) | (1) XIII Limouxin | Stade Jean-Vidal, Lescure-d'Albigeois Arbitre : Mickaël Lannes |
| 19 février 2023 15 h 30 |                         | Essai(s) : 15 Ader (3e et 6e), Saddler (11e, 62e et 79e), Robin (19e et 45e), P.-L. Bourrel (23e), Torreilles (26e), Maurel (29e), Vergniol (35e et 68e), Yesa (39e), Garcia (53e), Barbaza (72e) Transformation(s) : 14 Templeman (6e, 11e, 19e, 23e, 26e, 29e, 35e, 39e, 45e, 53e, 62e, 68e, 72e et 79e) |                   | Stade Jean-Vidal, Lescure-d'Albigeois Arbitre : Mickaël Lannes |
| 19 février 2023 15 h 30 |                         | |                   | Stade Jean-Vidal, Lescure-d'Albigeois Arbitre : Mickaël Lannes |

### Quarts de finale
Les quarts de finale de la Coupe de France sont programmés le week-end du 4-5 mars 2023. Ils comprennent trois oppositions entre clubs d'Élite 1 et une opposition entre un club d'Élite 2, Villegailhenc Aragon XIII, et d'Élite 1, Albi R.L..
| 4 mars 2023 15 h | XIII limouxin (1) | 42 - 6 (26 - 0) | (1) R.C. Saint-Gaudens                                      | Stade de l'Aiguille, Limoux Arbitre : M. Frédéric Caffin |
| 4 mars 2023 15 h | Essai(s) : 8 Puso (2e et 22e), Ader (8e), Templeman (14e), Maurel (37e et 77e), Belmaaziz (47e) et Barbaza (71e). Transformation(s) : 5 Templeman (14e, 22e, 37e, 47e et 71e). Carton(s) jaune(s) : 1 Bouscayrol (29e) |                 | Essai(s) : 1 Wyld (53e). Transformation(s) : 1 Lucas (53e). | Stade de l'Aiguille, Limoux Arbitre : M. Frédéric Caffin |
| 4 mars 2023 15 h | |                 |                                                             | Stade de l'Aiguille, Limoux Arbitre : M. Frédéric Caffin |

Le premier quart de finale se déroule au stade de l'Aiguille de Limoux où le XIII limouxin réceptionne le R.C. Saint-Gaudens. Le XIII limouxin se présente comme favori de cette opposition au regard de son classement au Championnat, vainqueur en Championnat de Saint-Gaudens 52 à 12, malgré quelques absences tels que Zachary Santo et Stanislas Robin, même si le R.C. Saint-Gaudens, emmené par ses Australiens Isaac Misky et Kerian Wyld, est capable de coups à l'image de sa victoire récente en Championnat sur les Catalans du XIII Baroudeur de Pia ou contre le F.C. Lézignan au tour précédant.
Meilleure défense du Championnat, le XIII limouxin prend le dessus sur les attaques du R.C. Saint-Gaudens et domine largement la première période avec cinq essais inscrits par Romain Puso (2e et 22e), Bastien Ader (8e), Patrick Templeman (14e) et Tony Maurel (37e) pour mener à la mi-temps 26 à 0, où la seule ombre au tableau est la sortie sur blessure de Benjamin Vergniol. La seconde mi-temps est moins attrayante, voire ennuyeuse, jouée sur un faux rythme. Les Haut-Garonnais sauvent l'honneur en inscrivant un unique essai par Kerian Wyld, mais les Limouxins corsent le score avec trois nouveaux essais par T. Maurel, Yanis Belmaaziz (47e) et Paul Barbaza (71e) pour un score final de 42 à 6.
| 4 mars 2023 17 h | S.O. Avignon (1) | 18 - 8 (14 - 0) | (1) XIII Baroudeur de Pia          | Parc des sports, Avignon Arbitre : Kevin de la Rose |
| 4 mars 2023 17 h | Essai(s) : 3 Moran (10e et 48e) et Arnaud (33e) Transformation(s) : 2 Arnaud (10e et 33e) Pénalité(s) : 1 Arnaud (19e) Carton(s) jaune(s) : 1 Arnaud (76e) |                 | Essai(s) : 2 Masuaute (58e et 63e) | Parc des sports, Avignon Arbitre : Kevin de la Rose |
| 4 mars 2023 17 h | |                 |                                    | Parc des sports, Avignon Arbitre : Kevin de la Rose |

La seconde opposition de ces quarts de finale comprend le S.O. Avignon, entraîné par Renaud Guigue, accueillant dans son Parc des sports le XIII Baroudeur de Pia, entraîné par Thomas Valette. Les deux équipes ont chacune remporté leur rencontre à domicile en Championnat (28 à 14 à Avignon, 20 à 10 à Pia).
La première période est à l'avantage du S.O. Avignon avec un essai inscrit à la 10e minute par le Britannique Patrick Moran et un second d'Olivier Arnaud à la 33e minute. Les Pianencs, de leur côté, ne parviennent pas à concrétiser leurs actions et rentrent à la mi-temps avec un score en leur défaveur de 14 à 0. En seconde période, ces derniers se montrent plus offensifs et jouent plus haut, mais les Avignonais restent plus cliniques dans leurs attaques et marquent un nouvel essai par P. Moran à la 48e minute. À l'approche de l'heure de jeu, la fatigue se fait ressentir sur les visages des joueurs du S.O. Avignon, le XIII Baroudeur de Pia en profite pour marquer deux essais en cinq minutes par Sylvain Masuaute aux 58e et 63e minutes. Le dernier quart d'heure voit les visiteurs s'installer dans le camp avignonnais mais ces derniers montrent une solidité défensive efficace permettant au score de ne pas bouger. Le S.O. Avignon remporte son quart de finale 28 à 8.
| 4 mars 2023 18 h | A.S. Carcassonne (1) | 28 - 14 (12 - 6) | (1) F.C. Lézignan | Stade Albert-Domec, Carcassonne Arbitre : M. Jordi Crespo |
| 4 mars 2023 18 h | Essai(s) : 4 Bouregba (17e), Boyer (39e), Gambarro (43e) et O'Beirne (69e) Transformation(s) : 4 Herrero (17e, 39e, 43e et 69e) Pénalité(s) : 2 Herrero (71e et 76e) |                  | Essai(s) : 3 F. Flovie (34e), Bousquet (53e) et J. Flovie (64e) Transformation(s) : 1 Monclus (34e) Carton(s) jaune(s) : 2 Bonneriez (27e) et Tribillac (76e) Carton(s) rouge(s) : 1 Malfaz (26e) | Stade Albert-Domec, Carcassonne Arbitre : M. Jordi Crespo |
| 4 mars 2023 18 h | |                  | | Stade Albert-Domec, Carcassonne Arbitre : M. Jordi Crespo |

Affiche de ces quarts de finale, le tenant du titre et favori, l'A.S. Carcassonne, accueille au stade Albert-Domec le F.C. Lézignan. Ce dernier a perdu à domicile le week-end précédent le derby face au XIII limouxin en Championnat et se voit priver de son demi australien James Maloney suspendu.
L'A.S. Carcassonne débute mieux cette rencontre sans toutefois parvenir à scorer par l'entremise de Morgan Escaré. Ce dernier finit par trouver l'ouverture à la 17e minute en lançant Emir-Walid Bouregba à l'essai. Le match tourne au véritable derby avec des tensions entre joueurs amenant l'expulsion définitive du lézignanais Malfaz à la 26e minute suivie d'une expulsion temporaire de son coéquipier Bonneriez. C'est pourtant à onze contre treize que Lézignan parvient à ouvrir son compteur de points par un essai de Fabien Flovie à la 34e minute qui égalise. En toute fin de première période, l'A.S. Carcassonne reprend l'avantage par un essai en force de Boyer et porter le score à 12 à 6 à la mi-temps. La seconde période voit l'A.S. Carcassonne reprendre l'avantage au score, marquant un essai par Georgy Gambaro, puis subit une longue domination du F.C. Lézignan. Ce dernier parvient à marquer deux essais par Bousquet (53e) et Jordan Flovie (64e). Mais en entrant dans le dernier quart d'heure, les Carcassonnais reprennent le large au score avec un essai d'O'Beirne et deux pénalités d'Herrero pour s'imposer 28 à 14.
| 5 mars 2023 16 h | Villegailhenc Aragon XIII (2) | 20 - 42 (6 - 24) | (1) Albi R.L. | Stade Jérome-Rieu, Villegailhenc Arbitre : M. Frédéric Caffin |
| 5 mars 2023 16 h | Essai(s) : 4 Pelo (15e), Tisseyre (53e et 61e) et Dumontet (74e) Transformation(s) : 2 Marot (15e et (74e) Carton(s) jaune(s) : 1 Pelo (31e) |                  | Essai(s) : 8 Cook (4e et 42e), Diakhaté (8e), Cancé (23e), Lescouzères (29e), Dupuy (40e), L. Tailhades (50e) et C. Tailhades (65e) Transformation(s) : 5 Hellec (8e, 40e, 42e, 50e et 65e) Carton(s) jaune(s) : 2 Goffin (14e) et Rodriguez (72e) | Stade Jérome-Rieu, Villegailhenc Arbitre : M. Frédéric Caffin |
| 5 mars 2023 16 h | |                  | | Stade Jérome-Rieu, Villegailhenc Arbitre : M. Frédéric Caffin |

Le club d'Élite 1, Albi R.L., affronte Villegailhenc Aragon XIII, ultime pensionnaire d'Élite 2 dans cette édition de la Coupe de France, en se déplaçant au stade Jérome-Rieu de Villegailhenc dans l'Aude. Cet affrontement est sur le papier le plus déséquilibré des quarts de finale, et Albi R.L. a une motivation supplémentaire en ayant appris que les demi-finales se disputeront dans sa ville au Stadium municipal. De plus, Villegailhenc Aragon XIII ne peut pas compter sur ses deux étrangers que sont Beau Doosey, blessé, et Christopher Sio, suspendu.
Dès les premières minutes, les Albigeois exercent une grosse pression sur la défense villegailhencoise et la première balle des locaux offre le premier essai au Néo-Zélandais Jack Cook à la 4e minute, puis l'ajout d'un second essai par Damel Diakhaté à la 8e minute. Un placage haut amène Jayson Goffin à une exclusion temporaire dont profite les Audois pour marquer leur premier essai par le Néo-Calédonien Tély Pelo (15e). Albi R.L. reprend le jeu à son compte, inscrit deux nouveaux essais par Julien Cancé à la 23e minute puis Hugo Lescouzères bien lancé par Tony Gigot à la 29e minute. En fin de première période, les Audois dominent mais l'efficacité reste tarnaise avec un ultime essai dans ce premier acte par Tristan Dupuy pour mener 24 à 6. La seconde période confirme la supériorité des Tarnais avec un essai d'entrée de J. Cook, son deuxième du match, suivi d'une autre essai de Louis Tailhades à la 50e minute. Villegailhenc Aragon XIII a un sursaut d'orgueil durant dix minutes et inscrit deux essais par Kévin Tisseyre aux 53e et 61e minutes, auquel répond Clément Tailhades à la 65e minute. La fin de match est sous domination des locaux qui ponctuent le score par un essai de Sascha Dumontet à la 74e minute. Albi R.L. remporte le match 42 à 20 et se qualifie pour la demi-finale.

### Demi-finales

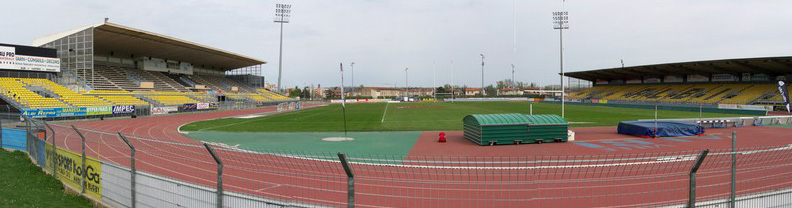
Le Stadium municipal d'Albi accueille les deux demi-finales de la Coupe de France.

Les demi-finales de la Coupe de France sont programmées le dimanche 9 avril 2023 au Stadium municipal d'Albi. Il s'agit d'un terrain neutre sur la volonté de la Fédération française de rugby à XIII, toutefois le club du XIII limouxin s'interroge sur le fait d'affronter Albi R.L. à Albi et que ce principe de neutralité n'est pas respecté, argument auquel la Fédération y répond en stipulant que les rencontres d'Albi R.L. à domicile prennent place dans l'autre stade de la ville, le stade Mazicou, et que par conséquent le Stadium municipal revêt bien la qualité de terrain neutre. Le choix porté sur Albi pour accueillir ces demi-finales est décidé par la Fédération pour récompenser le bon travail effectué ces dernières années par les dirigeants et bénévoles du club, en lien avec les politiques publiques albigeoises.
| 9 avril 2023 17 h | S.O. Avignon (1) | 14 - 46 (2 - 10) | (1) A.S. Carcassonne | Stadium municipal, Albi Arbitre : M. Stéphane Vincent |
| 9 avril 2023 17 h | Essai(s) : 2 Mendy (71e) et Vaz (75e) Transformation(s) : 2 Arnaud (71e et 75e) Pénalité(s) : 1 Arnaud (10e) Carton(s) jaune(s) : 1 Andreu (38e) |                  | Essai(s) : 8 Bouregba (13e), Escaré (26e et 79e), Drodrolagi (47e), Albérola (50e et 60e), Herrero (53e) et Mulhall (56e) Transformation(s) : 7 Escaré (7) | Stadium municipal, Albi Arbitre : M. Stéphane Vincent |
| 9 avril 2023 17 h | |                  | | Stadium municipal, Albi Arbitre : M. Stéphane Vincent |

La première demi-finale oppose le tenant du titre et leader du Championnat de France, l'A.S. Carcassonne, face à l'outsider le S.O. Avignon qui a sorti deux équipes d'Élite 1 aux tours précédents, à savoir le Saint-Estève XIII catalan et le XIII Baroudeur de Pia. Ce dernier compte quelques absences d'importance pour blessures tels que Mezyani, Mallem, Bida et Preel, son homologue carcassonnais déplore de son côté l'absence de son demi australien Connor O'Beirne, suspendu. Les deux confrontations entre ces deux équipes en Championnat se sont soldées par des victoires carcassonnaises (32 à 8 dans l'Aude, 24 à 18 à Avignon).
La rencontre débute par un temps d'observation des deux équipes sur le terrain, l'ouverture du score est au crédit des Avignonnais par une pénalité inscrite par Olivier Arnaud. Cette ouverture de score réveille les Carcassonnais qui prennent le jeu à leur compte et inscrivent rapidement un essai par Emir-Walid Bouregba à la 13e minute puis un second essai par Morgan Escaré à la 26e minute, permettant à Carcassonne de mener 10 à 2 à la mi-temps. En seconde période, les Avignonnais prennent le jeu à leur compte mais se heurte à une défense efficace des Canaris, qui après avoir subi le jeu, déroulent en inscrivant en sept minutes trois essais en force de Jowasa Drodrolagi et deux ballons à suivre par Alexis Albérola puis Clément Herrero, permettant de faire le break. La défense d'Avignon prend alors l'eau et voit A. Albérola et Corey Mulhall enfoncer le clou. Dans les dix dernières minutes, le S.O. Avignon sauve l'honneur en inscrivant deux nouveaux essais par Saloty Mendy (71e) et Raiyan Vaz (75e).
| 9 avril 2023 19 h | XIII limouxin (1) | 28 - 34 (20 - 20) | (1) Albi R.L. | Stadium municipal, Albi Arbitre : M. Kevin de la Rose |
| 9 avril 2023 19 h | Essai(s) : 4 Belmaziz (2e), Santo (25e), Templeman (31e) et Vergniol (78e) Transformation(s) : 3 Templeman (3) Pénalité(s) : 3 Templeman (19e, 51e et 55e) Carton(s) jaune(s) : 2 Vergniol (47e) et Robin (76e) |                   | Essai(s) : 6 Cancé (7e), Pedrero (11e), C. Tailhades (22e), C. Mazars (39e), S. Cook (60e), Rodrigues (67e) Transformation(s) : 4 C. Tailhades (4) Pénalité(s) : 1 C. Tailhades (44e) | Stadium municipal, Albi Arbitre : M. Kevin de la Rose |
| 9 avril 2023 19 h | |                   | | Stadium municipal, Albi Arbitre : M. Kevin de la Rose |

La seconde demi-finale oppose les clubs du XIII limouxin et d'Albi R.L., de niveau similaire. Les Limouxins, qui comptent sur les retours de Stan Robin et Jason Clark, n'ont connu la défaite cette saison que face à l'A.S. Carcassonne et Albi R.L., tous deux par deux fois[pas clair], et sait que ces derniers ont un avantage psychologique, d'autant qu'elle est invaincue depuis le 12 février 2023.
Cette rencontre entre grosses équipes d'Élite 1 tient ses promesses sur le terrain dès le début. Les Limouxins marquent un essai d'entrée par Yann Belmaziz à la 2e minute auquel répond l'Albigeois Julien Cancé à la 7e minute puis Nittim Pedrero sur un ballon à suivre de Tony Gigot à la 11e minute. La rencontre s'emballe, le Limouxin Patrick Templeman marque une pénalité avant que les Albigeois répliquent par un nouvel essai de Clément Tailhades à la 22e minute. À la 25e minute, les Limouxins inscrivent à leur tour deux essais par Zachary Santo puis puis à la 30e minute par P. Templeman sur un coup de pied à suivre de S. Robin. Le score est alors de 20 à 20 à la mi-temps. En seconde période, les deux équipes restent sur le même rythme avec des attaques de part et d'autre. Clément Tailhades placent les Albigeois en tête par une pénalité à la 44e minute à laquelle répond P. Templeman pour égaliser, puis vient une seconde pénalité limouxine pour mener. À la 60e minute, T. Gigot place une attaque en libérant le ballon pour Samuel Cook qui part à l'essai puis Axel Rodrigues sort d'une minute pour marquer à la 67e minute. Dans les dix dernières minutes, Limoux se jette à l'attaque, marque un essai par Benjamin Vergniol à deux minutes de la fin mais voit son adversaire remporter cette rencontre et se qualifier pour la finale.

### Finale
(mt : 10 - 8)
Points marqués :
- Carcassonne : 7 essais d'Albérola (24e), Albert (33e), Bouregba (42e), Escaré (52e), Dauliac (56e), A. Escamilla(71e), Gambaro (77e) ; 5 transformations d'Herrero (24e, 52e, 56e, 71e et 77e).
- Albi : 2 essais de Dupuy (10e) et Cancé (63e) ; 1 transformation de Cancé (10e) ; 1 pénalité de Cancé (26e) ; 1 carton jaune de Miloudi (42e).

Évolution du score : 0-6, 6-6, 6-8, 10-8 (mi-temps), 14-8, 20-8, 26-8, 26-12, 32-12, 38-12.
Arbitre : M. Kevin de la Rose
Spectateurs : 4 102
Composition des équipes :
- Carcassonne : Morgan Escaré - Alexis Escamilla (c), Vincent Albert, Emir-Walid Bouregba, Georgy Gambaro - Clément Herrero (o), Connor O'Beirne (m) - Clément Boyer, Ludovic Artiga, Bastien Canet, Corey Mulhall, Maika Serulevu, Matthieu Khedimi- Jowasa Drodrolagi, Bastien Escamilla, Djibryl Dauliac, Alexis Albérola - Entraîneur : Frédéric Camel
- Albi : Hakim Miloudi - Julien Cancé, Théo Guinguet, Louis Tailhades, Nittim Pedrero - Brad Wall (o), Tony Gigot (m) - Damel Diakhaté, Sam Cook, Axel Rodrigues - Tristan Dupuy (c), Jayson Goffin, Simon Bernard - Cédric Mazars, Mathieu Liauzin, Jack Cook, Maxime Puech - Entraîneur : Joris Canton

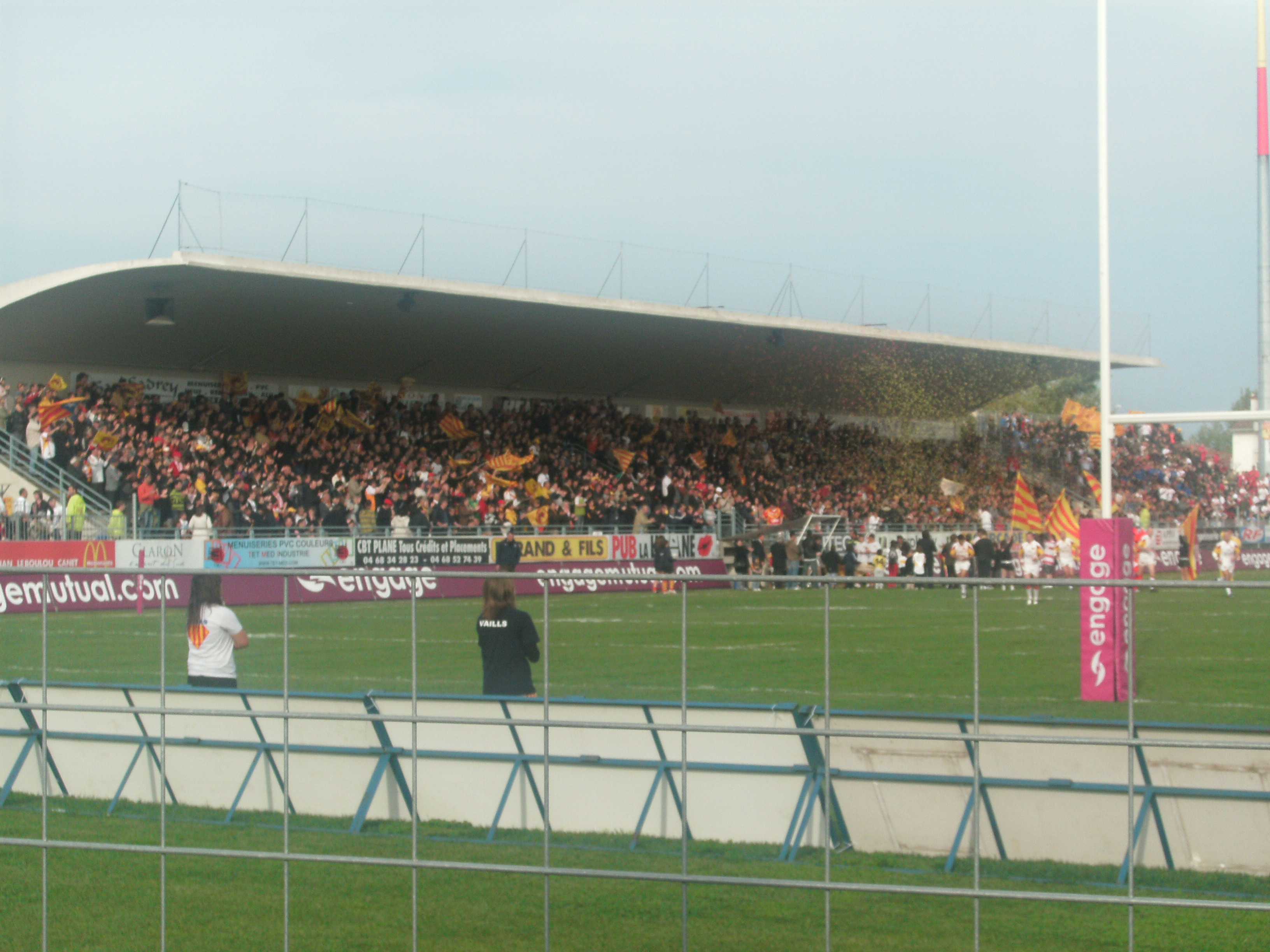
Le stade Gilbert-Brutus de Perpignan accueille la finale de cette édition de Coupe de France entre l'A.S. Carcassonne et Albi R.L..

La finale oppose les Audois de l'A.S. Carcassonne aux Tarnais d'Albi R.L. et se déroule le samedi 22 avril 2023 à 17 h 15 au stade Gilbert-Brutus de Perpignan, terrain des Dragons catalans. Après trois éditions annulées en raison de la pandémie de Covid-19, la Coupe de France reprend ses droits. Le tenant du titre, l'A.S. Carcassonne, entraînée par Frédéric Camel, sacrée en 2019, a écarté, pour parvenir en finale, les clubs du R.C. Carpentras, du F.C. Lézignan et du S.O. Avignon, maîtrisant ses sujets à chaque reprise, avec l'objectif de ramener son seizième trophée de la Coupe de France de son histoire. En face, Albi R.L. renoue avec une finale, la première depuis 2008 du temps où le club albigeois opérait sous l'appellation R.C. Albigeois alors battue par le XIII limouxin. Pour se frayer le chemin jusqu'en finale, Albi R.L., de l'entraîneur Joris Canton, a remporté facilement son huitième face à Villeneuve R.L. et son quart face à Villegailhenc Aragon XIII, mais dispute une âpre demi finale remportée face au XIII limouxin 34 à 28. Le club tarnais n'a remporté la Coupe de France qu'à une reprise en 1974. En Championnat de France, les deux finalistes se sont imposés une fois chacun dans leur stade, 20 à 12 pour l'A.S. Carcassonne puis 20 à 8 pour Albi R.L.,.
L'arbitre désigné est Kevin de la Rose. Le club carcassonnais, premier de la saison régulière en Championnat, s'appuie sur des joueurs à l'expérience solide : Morgan Escaré en arrière, une charnière Clément Herrero-Connor O'Beirne et le pilier Clément Boyer. Côté albigeois, quatrième de la saison régulière en Championnat, le club compte sur Tony Gigot, homme du match de la Challenge Cup en 2018 remportée par les Dragons catalans et qui n'a connu qu'une seule défaite depuis son arrivée à Albi en janvier 2023, Maxime Puech et leur capitaine Tristan Dupuy.

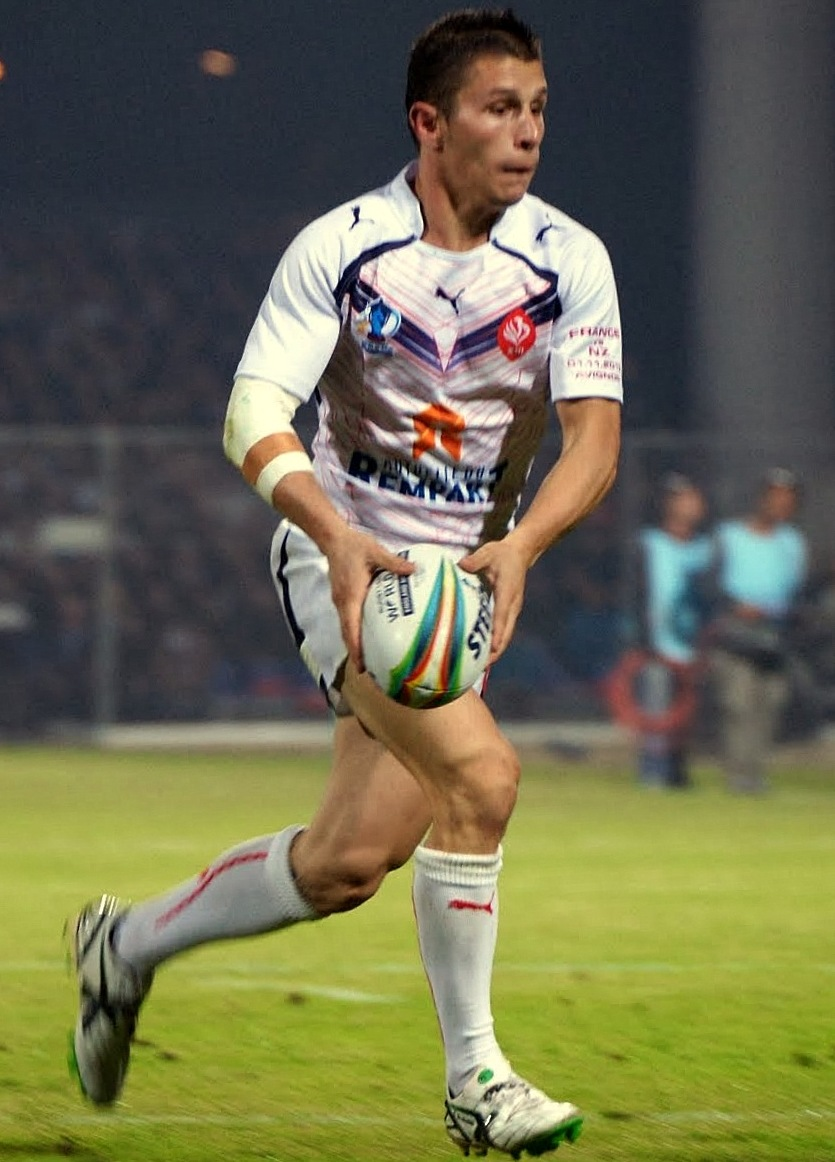
L'arrière carcassonnais, Morgan Escaré, est désigné « homme du match » de la finale.

La première mi-temps est d'une grande intensité entre les deux équipes. Albi R.L. ouvre le score sur un essai de Tristan Dupuy à la 10e minute transformé par Julien Cancé. L'A.S. Carcassonne égalise à la 24e minute par un essai d'Alexis Albérola transformé par Clément Herrero. Sur l'engagement, Albi R.L. profite d'une pénalité de J. Cancé pour mener 8 à 6, avant que les Carcassonnais inscrivent leur second essai par Vincent Albert à la 33e minute. À la mi-temps, l'A.S. Carcassonne mène 10 à 8. Au retour des vestiaires pour la seconde période, l'entame côté albigeois est désastreuse avec deux erreurs de leur arrière Hakim Miloudi qui se rate sur la réception d'un ballon permettant à Carcassonne d'inscrire un essai par le centre Emir-Walid Bouregba puis en récoltant un carton jaune l'éloignant dix minutes du terrain. À partir de cet instant, les Carcassonais déroulent et ajoutent deux essais par M. Escaré qui tape un coup de pied à suivre qu'il récupère pour marquer à la 52e minute, puis D. Dauliac à la 56e minute en puissance, permettant aux Audois de mener 26 à 8. Albi réagit par un essai de J. Cancé à la 63e minute, mais la fin de rencontre est audoise avec deux ultimes essais par Alexis Escamilla à la 71e minute et Georgy Gambaro à la 77e minute. Le score final est de 38 à 12 et l'A.S. Carcassonne, emmené par un M. Escaré désigné homme du match, peut soulever le seizième trophée de Coupe de France de son histoire après les éditions 1946, 1947, 1951, 1952, 1961, 1963, 1967, 1968, 1977, 1983, 1990, 2009, 2012, 2017 et 2019.
La finale de la Coupe de France est précédée sur la pelouse perpignanaise des finales des moins de 15 ans entre le XIII catalan et le R.C. Salon à 13 h et la finale des moins de 17 ans entre l'Académie Geckos de Baho et Albi R.L. à 14 h 30. La finale de la Coupe Nitard devait également prendre place avant la finale de la Coupe de France mais celle-ci est reportée en raison d'une demi-finale à rejouer. Dans la première finale, les minimes du R.C. Salon battent le XIII catalan 26 à 18 puis dans la seconde, les cadets du R.C. Baho battent Albi R.L. 38 à 4.

## Synthèse

### Nombre d'équipes par division et par tour
| Divisions / Manches | 1er tour | 2e tour | 3e tour | 4e tour       | Huitièmes de finale | Quarts de finale | Demi-finales  | Finale        |               |
| ------------------- | -------- | ------- | ------- | ------------- | ------------------- | ---------------- | ------------- | ------------- | ------------- |
| Élite 1 10 clubs    | absents  | absents | absents | absents       | 10                  | 7                | 4             | 2             |               |
| Élite 2 9 clubs     | absents  | absents | absents | 9             | 5                   | 1                | aucune équipe | aucune équipe | aucune équipe |
| Nationale 7 clubs   | absents  | 4       | 5       | 3             | 1                   | aucune équipe    | aucune équipe | aucune équipe |               |
| Fédérale 4 clubs    | 4        | 2       | 1       | aucune équipe | aucune équipe       | aucune équipe    | aucune équipe | aucune équipe |               |

### Le parcours des clubs d'Élite 1 et Élite 2
- Les clubs d'Élite 2 font leur entrée dans la compétition lors du 4e tour.
- Les clubs d'Élite 1 font leur entrée dans la compétition lors des huitièmes de finale.

| Club (Élite 1)            | Edition précédente | Saison 2022-2023 |
| ------------------------- | ------------------ | ---------------- |
| A.S. Carcassonne          | Vainqueur          | Vainqueur        |
| Saint-Estève XIII catalan | Finaliste          | 1/8 de finale    |
| XIII limouxin             | 1/2 finale         | 1/2 finale       |
| F.C. Lézignan             | 1/2 finale         | 1/4 de finale    |
| Albi R.L.                 | 1/4 de finale      | Finaliste        |
| Villeneuve R.L.           | 1/8 de finale      | 1/8 de finale    |
| Toulouse olympique élite  | 1/8 de finale      | 1/8 de finale    |
| R.C. Saint-Gaudens        | 1/8 de finale      | 1/4 de finale    |
| XIII Baroudeur de Pia     | 1/8 de finale      | 1/4 de finale    |
| S.O. Avignon              | 1/16 de finale     | 1/2 finale       |

| Club (Élite 2)               | Edition précédente | Saison 2022-2023 |
| ---------------------------- | ------------------ | ---------------- |
| Villegailhenc Aragon R.L.    | 1/4 de finale      | 1/4 de finale    |
| R.C. Carpentras              | 1/4 de finale      | 1/8 de finale    |
| U.S Entraigues               | 1/8 de finale      | 1/8 de finale    |
| Villefranche XIII Aveyron    | 1/8 de finale      | 1/8 de finale    |
| R.C. Lescure-Arthès          | 1/16 de finale     | 1/8 de finale    |
| Tonneins Lot et Garonne XIII | 1/16 de finale     | 4e tour          |
| R.C. Baho                    | 1/16 de finale     | 4e tour          |
| Ille XIII                    | 2e tour            | 4e tour          |
| R.C. Salon XIII              | 2e tour            | 4e tour          |

### Club éliminé par un club de division inférieure
| Club vainqueur                | Club perdant                 | Tour               |
| ----------------------------- | ---------------------------- | ------------------ |
| U.S Ferrals (3)               | R.C. Salon (2)               | 4e tour            |
| Villegailhenc Aragon XIII (2) | Toulouse olympique élite (1) | Huitième de finale |